# Винников, Кирилл Андреевич
Кирилл Андреевич Винников (род. 20 февраля 1982, гор. Владивосток) — российский учёный в области морской биологии и экологии, директор Института Мирового океана Дальневосточного федерального университета (с 2021). PhD по биологии.

## Биография

### Образование
В 2004 году окончил Дальневосточный государственный университет по специальности «Биология».
В 2004—2007 годах обучался в аспирантуре Дальневосточного государственного университета по специальности «Ихтиология».
В 2010 году поступил в докторантуру Гавайского университета в Маноа по зоологии. В 2019 году защитил диссертацию по теме «Эволюция местной фауны пресноводных рыб в центральной части Тихого океана: филогеография и популяционная структура амфидромных бычков (Teleostei, Gobiiformes)» (научный руководитель — доктор Кэтлин Коул) и получил степень PhD в биологии (зоологии).

### Научная деятельность
С 2005 по 2008 годы — инженер лаборатории морской биологии ДВГУ.
С 2005 по 2010 годы — ассистент кафедры морской биологии ДВГУ.
С 2008 по 2010 годы — младший научный сотрудник Института биологии моря ДВО РАН.
С 2008 по 2010 годы — помощник директора Академии экологии, морской биологии и биотехнологий ДВГУ.
С 2011 по 2013 годы — старший преподаватель кафедры биоразнообразия ДВФУ.
С 2013 по 2019 годы — ассистент департамента биологии Гавайского университета в Маноа.
С 2019 — заведующий лабораторией экологии и эволюционной биологии водных организмов Школы естественных наук ДВФУ.
С 2019 по 2021 годы — доцент Школы биомедицины ДВФУ.
В 2020 году руководил экспедицией по выявлению причин загрязнения акватории Тихого океана у берегов Камчатки.
С 2021 года — директор Института Мирового океана Дальневосточного федерального университета.

## Научные работы
- Vinnikov, K.A., Thomson, R.C., Munroe, T.A. Revised classification of the righteye flounders (Teleostei: Pleuronectidae) based on multilocus phylogeny with complete taxon sampling // Molecular Phylogenetics and Evolution, 2018, 125, 147—162
- Ivankov, V.N., Ivankova, Z.G., Vinnikov, K.A. Reversal of sides in the blackfin flounder Glyptocephalus stelleri and variability of body pigmentation and shape in pleuronectid flatfishes // Russian Journal of Marine Biology, 2008, 34(4), 254—257
- Vinnikov, K.A., Ivankov, V.N., Pitruk, D.L. Taxonomic relations of three flounder species of the subfamily pleuronectinae of the sea of Japan // Russian Journal of Marine Biology, 2007, 33(2), 98-109
- l'inskii E.N., Merzlyakov A.Yu., Vinnikov A.V., Vinnikov K.A., Buryak P.N. Current trends in the condition of bottom fish communities from the west Kamchatka shelf // Russian Journal of Marine Biology, 2004, 30(1), 65-69
- Vinnikov A.V., Novikov R.N., Vinnikov K.A. Catches of Ulca bolini (Hemitripteridae) in the eastern part of the Sea of Okhotsk // Journal of Ichthyology, 2004, 44(2), 171-175

## Звания и награды
- Медаль Министерства образования и науки Российской Федерации за лучшую научную работу по общей биологии (2003)
- Медаль Российской академии наук с премией для молодых ученых (2004)
- Стипендия Уотсона Ёсимото по экологии, эволюции и биологии (2014)
- Почетная грамота Губернатора Камчатского края (2021)